# Peter Arent
Peter Nikolaus Arent (Püttlingen, 26 de junho de 1917 — El Battan, 3 de dezembro de 1942) foi um oficial alemão que serviu na Luftwaffe durante a Segunda Guerra Mundial. Foi condecorado com a Cruz de Cavaleiro da Cruz de Ferro.

## Carreira
Nasceu em 26 de junho de 1917 em Püttlingen, Saarland, Alemanha. Filho do mineiro Peter Arent e Pauline Altmayer. Entre 1923 e 1931 frequentou a escola pública de Püttlingen. Após a formatura, entrou como aprendiz (de 4 de julho de 1931 a 10 de julho de 1934) na fábrica de fechaduras K.Greif & Söhne em Völklingen. Depois de terminar seu aprendizado, ele não encontrou emprego. Para não ser um fardo para seus pais, entre 6 de maio e 16 de novembro de 1935, ele trabalhou como trabalhador rural em Hohenstein, Prússia Oriental. Ao regressar, prestou serviço no Reichsarbeitsdienst (RAD) de Großalmerode entre 4 de abril e 30 de setembro de 1936.
Em 15 de outubro de 1936, ele foi voluntário no 24.º Batalhão de Engenheiros em Riesa na Saxônia. Em 1 de outubro de 1937, foi promovido a Gefreiter. Após a formação de engenheiro, de 9 de julho a 28 de agosto de 1938, frequentou um curso na escola de paraquedas em Stendal. Em 1 de outubro de 1938, foi promovido a Obergefreiter. De 1 de setembro a 31 de dezembro de 1938 foi designado para o Batalhão de Infantaria de Paraquedistas em Stendhal e entre 7 de outubro a 16 de outubro de 1938 participou da ocupação dos Sudetos, sendo promovido a Unteroffizier em 1 de dezembro de 1938.
Em 28 de agosto de 1938, obteve o Distintivo de Paraquedistas do Exército. Em 1 de janeiro de 1939 foi incorporado à Luftwaffe, sendo atribuído à companhia de engenharia do II./1.º Regimento de Paraquedistas, com sede em Braunschweig, com esta unidade participou entre 17 de março e 20 de março de 1939 na Invasão da Tchecoslováquia e da ocupação de Praga. Em 20 de junho de 1939 foi agraciado com a medalha comemorativa da anexação da Tchecoslováquia com o broche "Cidade de Praga".
Na Campanha da Polonesa, o batalhão de Arent chegou a Wola Gutowska em 24 de setembro de 1939, mas devido ao rápido término da campanha, retornou à sua base sem ter que entrar em combate. Em 5 de janeiro de 1940, foi promovido a Feldwebel. Com o início da Batalha da França, o Batalhão de Assalto Koch foi formado e Arent e sua unidade foram integrados a ele e treinados em Hildesheim. A unidade da Arent especializou-se na colocação de explosivos com carga oca de 50 e 12,5 kg, realizando práticas e testes nas fortificações da fronteira checa, com sede em Liegnitz. Esta unidade especial foi formada com o objetivo de capturar as quatro pontes sobre o Rio Mosa e a fortaleza belga de Eben-Emael, até a chegada das forças de socorro, como parte da ofensiva no oeste.
Peter Arent e seu pelotão foram comandados por Oberleutnant Rudolf Witzig e participaram da captura do Forte Eben-Emael em maio de 1940. A bordo de planadores DFS 230, eles pousaram no perímetro do forte. Arent testou a eficácia de explosivos de lapa contra estruturas de concreto, removendo duas fortificações. Para esta ação conseguiu obter a Cruz de Ferro de 2.ª e 1.ª classe (12 de maio de 1940) e a sua promoção a Feldwebel. Em 01 de agosto de 1940. foi transferido para a 7.ª Companhia do 1.º Regimento de Assalto. Ele lutou na captura da ilha de Creta, participando entre 20 de maio e 27 de maio de 1941 nas batalhas de Meleme, Chania e na Baía de Suda. Em 1 de julho de 1941, foi promovido a Oberfeldwebel.
Por seu desempenho na batalha, ele foi recomendado por seu oficial comandante, Major Koch, para o prêmio da Cruz de Cavaleiro da Cruz de Ferro, mas não foi premiado. Após os combates em Creta, os paraquedistas tiveram de ser reorganizados, devido às pesadas perdas sofridas. Após o início da Operação Barbarossa, o Regimento foi usado pontualmente para consertar a linha de frente.
Em 4 de dezembro de 1941, Arent serviu na 10.ª Companhia do III Batalhão, lutando de 4 de janeiro a 6 de abril de 1942 em Rjev e Sobakino, junto com o 58.º Regimento de Caçadores, conseguindo anular os contra-ataques soviéticos. A dureza do combate se reflete nas perdas, já que dos 210 homens do regimento, apenas 72 sobreviveram. Depois de retirar da Frente Leste as restantes tropas do Regimento de Assalto, ingressaram no 5.º Regimento de Paraquedistas criado em maio de 1942, Arent foi atribuído em 9 de maio de 1942 à Companhia de Engenharia. Em 1 de setembro de 1942, ele recebeu a Insígnia de Assalto da Luftwaffe.
Após o desembarque dos Aliados no Norte da África em 11 de agosto de 1942, a situação tornou-se crítica para as tropas do Afrikakorps. O 5.º Regimento de Paraquedistas de Arent (3.ª Divisão de Paraquedistas) estava na época no campo de treinamento Mourmelon-Champagne, na França. A unidade foi transferida para a Itália. Em 11 de novembro de 1942, o III. O batalhão comandado pelo major Knoche voou de Nápoles para El Aouina. Arent e Leutnant Wolff chegaram em Bizerta em 12 de novembro de 1942. A companhia foi integrada ao Batalhão do Major Witzig, defendendo o túnel de Jefna com grande sucesso.
Ao anoitecer de 11 de novembro, Oberstleutnant Koch convocou Arent e o encarregou de ajudar o Regimento Barenthin da Luftwaffe, que havia cercado duas companhias, uma pertencente à 11.ª Brigada Inglesa e a outra à 1.ª Divisão de Infantaria Americana em Tebourba.
Com granadas de mão, ele lutou à frente da Companhia de Engenharia pelas posições inglesas. Ele conseguiu romper e manter a ponte vital sobre o rio Medjerda, a 4 km de distância, a oeste de El Bathan.
Sem os explosivos para destruir a ponte, ele esperou que o primeiro comboio de caminhões ingleses se aproximasse e quando os dois primeiros veículos estavam prestes a cruzá-lo, Arent e seus dez homens os explodiram e começaram a atirar com metralhadoras de ambos os flancos, destruindo a coluna inteira. Durante a noite, o inimigo tentou novamente passar uma coluna de suprimentos para suas tropas cercadas, mas sem sucesso.
Por três dias e duas noites, a Companhia de Engenharia de Arent rejeitou todas as tentativas dos Aliados de cruzar a ponte. Na segunda noite, Arent e seus homens repeliram uma companhia pertencente à 11.ª Brigada de Infantaria Britânica que tentava cruzar o rio Medjerda em combate próximo.
Uma vez que todos os esforços para ajudar as forças aliadas cercadas falharam, os aliados foram forçados a se render. O espólio de guerra alemão foi de 134 tanques destruídos e 1.200 soldados cativos.
Em 12 de fevereiro de 1942, a companhia de Arent recebeu ordem para interromper o contato e retornar ao regimento. Quando Arent se retirou com seus homens na tarde de 12 de março, ele foi submetido a pesado fogo de artilharia inimiga em Khoumet ed Diab (colina 154). Em seguida, o inimigo aproveitou para lançar o ataque, Arent foi baleado na cabeça por um franco-atirador e morreu no local.
Pela sua participação nestes combates, foi proposto pelo chefe do Regimento para a atribuição da Cruz de Cavaleiro da Cruz de Ferro.
Em 12 de abril de 1942, foi condecorado postumamente, por sua excelente liderança à frente de seu pelotão de engenheiros e sua bravura pessoal nas batalhas de El Bathan.
Poucos dias depois, o corpo de Peter Arent foi enterrado no cemitério do 5.º Regimento de Paraquedistas em La Mornaghia. O comandante do regimento Oberstleutnant Koch colocou a Cruz de Cavaleiro em seu caixão.
Em 2 de fevereiro de 1943. foi premiado com a braçadeira “Kreta”.

## Sumário da carreira

### Condecorações
- Cruz de Ferro (1939)
  - 2ª classe
  - 1ª classe
- Cruz de Cavaleiro da Cruz de Ferro (4 de dezembro de 1942, postumamente)
- Distintivo de Paraquedista do Exército

### Promoções
- 1 de outubro de 1937 – Gefreiter (soldado)
- 1 de outubro de 1939 – Obergefreiter
- 1 de dezembro de 1939 – Unteroffizier (cabo)
- 1 de maio de 1940 – Feldwebel (segundo-sargento)
- 1 de julho de 1941 – Oberfeldwebel (primeiro-sargento)